# ماريا أسونسيون أرومبروزبالا
ماريا أسونسيون أرامبروزبالا لاريجي (بالإسبانية: María Asunción Aramburuzabala Larregui)‏ (من مواليد 2 مايو 1963) هي سيدة أعمال مليارديرة مكسيكية، ورئيسة شركة تريساليا كابيتال، تبلغ صافي ثروتها أكثر من 5 مليارات دولار أمريكي.

## حياتها المُبكرة
وُلدت ماريا أسونسيون أرامبروزبالا لاريجي- أوكما يُشار إليها باسم ماريسون من قِبَل صديقاتها - في 2 مايو 1963 في مدينة مكسيكو بالمكسيك لبابلو أرامبروزبالا أوكرانزا، صانع الجعة الإسبانية، ولوكريشيا لاريجي غونزاليز وهي رسامة مكسيكية ابنة مُطران منطقة نافارا خوسيه لارجوي إيريارتي. ماريسون هي حفيدة فيليكس أرامبوزابالا لازكانو-إبوربورو، وهو مهاجر إسباني من الباسك شارك في تأسيس مصنع الجعة المكسيكي جروبو موديلو في عام 1925 مع صديقه وشريكه دون بابلو دييز فرنانديز. كان والدها نائب الرئيس التنفيذي لجروبو موديلو لصنع الجعة.
تخرجت أرامبوزابالا من المعهد التكنولوجي المستقل بالمكسيك حيث تخصصت في مجال المحاسبة.

## الشركة العائلية
تم تأسيس مصنع الجعة المكسيكية جروبو موديلو في عام 1925 على يد مجموعة من رجال الأعمال، بما في ذلك دون بابلو دييز فرنانديز - الذي أصبح رئيس الشركة والرئيس التنفيذي وصاحب الأسهم الأكبر - وفيليكس أرامبوزابالا. تُوفي ابن فيليكس، بابلو ارامبوزابالا، نائب الرئيس التنفيذي لمصنع الجعة، بشكل غير متوقع في عام 1995 بسبب سرطان الرئة عن عمر يناهز ال 63. بعد موته، حاولت عدة مجموعات السيطرة على حصة عائلته في مجموعة موديلو، إلا أن زوجته وابنتيه ظلتا مترابطتين ضد هذه المحاولات.
أنشأت العائلة شركة الحلفاء الثلاثة من أجل تنويع الاستثمارات العائلية. قامت العائلة من خلال تلك الشركة باستثمارات في شركات مكسيكية كبيرة، وكذلك إدارة الأسهم الخاصة والعقارات والبنية التحتية ورأس المال الاستثماري والتكنولوجيا وإنشاء شركات جديدة.
بعد بيع جروبو موديلو، استثمرت أرومبروزبالا بعض الأسهم في شركة انهيزر بوش إنبيف استمرارًا التقاليد العائلية في صناعة الجعة.

## ثروتها
تقدر ثروتها بـ 5.9 مليار دولار، لتحتل بذلك المرتبة السادسة في قائمة الأثرياء، وثاني أغنى امرأة في المكسيك.

## حياتها الشخصية
تزوجت أرومبروزبالا في عام 1982 من باولو باتريسيو زاباتا نافارو، وأنجبا طفلين وتطلقا في عام 1997.
، تزوجت أرومبروزبالا مرةُ ثانية في 26 فبراير 2005 من توني غارزا، السفير الأمريكي في المكسيك، في احتفال ديني صغير في مدينة مكسيكو. وفي 23 أبريل / نيسان، أقاموا مراسم مدنية بالقرب من فالي دي براف، غرب مدينة مكسيكو. حضرت السيدة الأولى للولايات المتحدة لورا بوش تلك المراسم. كان ما يقدر بثلث الضيوف من تكساس. انفصل الزوجان في مايو 2010.

## روابط خارجية
- NY Times New Service (21 يوليو 2002). "Mexican tycoon excels in man's world". Taipei Times. ص. 11, Page 11. مؤرشف من الأصل في 2019-05-29. اطلع عليه بتاريخ 2008-08-23.

- Gregory, Sean By SEAN GREGORY (25 أغسطس 2002). "World Beaters: Maria Asuncion Aramburuzabala — Queen of Corona". تايم (مجلة). مؤرشف من الأصل في 2012-10-25. اطلع عليه بتاريخ 2008-08-23.